# RQ-5 (航空機)

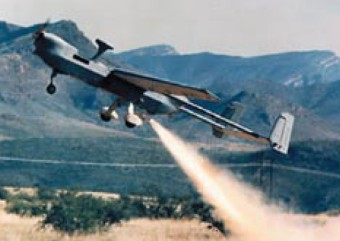
RQ-5 ハンター

RQ-5 ハンター（hunter, 英語で猟師の意）は、アメリカ陸軍が師団や部隊指揮官レベルで使用するために開発された短距離無人航空機システムである。イスラエル・エアロスペース・インダストリーズで開発されたハンター UAVを元にTRW（2002年にノースロップ・グラマンが買収）社が開発した。

## 概要
機体の前後にエンジンとプロペラを配置した双発・双テイルブーム形態で、離陸と着陸（アレスティングギアを使用）は滑走路で行う。機体に搭載したジンバルEO/IRセンサーで撮影した映像は、C-バンド見通し線データリンクにより空中にいる他のRQ-5を中継して、リアルタイムで地上に送信される。
1993年に納入契約が結ばれ、1995年から運用が始まったものの、より高性能なRQ-7 シャドーの登場により間もなく調達は打ち切られた。
実戦には、ボスニア・ヘルツェゴビナ紛争に投入。これに対して西側諸国に対抗していたセルビア軍は、輸送ヘリコプター（Mi-8）の機体に機銃を追加して対応。RQ-5が撃墜された例もある。また1999年にはコソボ紛争で実戦投入されている。
派生型としてGBU-44 ヴァイパーストライク誘導爆弾を搭載できるMQ-5A/Bも存在するが、アメリカではMQ-1Cにより代替されることになり2015年に運用を終了。現在はベルギーでのみ運用されている。ベルギーの機体はB-ハンターと呼ばれ、若干仕様が異なる。

## スペック
- 任務：偵察
- 製作：TRW、イスラエル・エアロスペース・インダストリーズ
- 全長：7m（23ft0in）
- 重量：727kg（1,603lb）
- 翼幅：8.9m（29ft2in）
- 航続距離：11.6時間、260km（140ノーティカルマイル）
- 最高高度：4,600m（15,092ft）
- ペイロード：90kg (198lb)
- エンジン：モト・グッツィ 2気筒,4ストロークエンジン×2